# The 1975
Тhе 1975 је енглески поп рок бенд основан у Вилмслову, у Чеширу, 2002.   Бенд чине Мети Хили (главни вокал, гитара, главни текстописац), Адам Хан (главна гитара), Рос Мекдоналд (бас) и Џорџ Данијел (бубњеви, примарни продуцент).   Име бенда инспирисано је ижврљаном страницом Хилијеве копије књиге На путу Џека Керуака са датумом „1. јун, 1975.“.
Чланови бенда су се упознали у средњој школи и први пут су заједно наступали као тинејџери 2002. године, пре него што су професионално објавили музику 2012. године под независном издавачком кућом Dirty Hit.  Од 2012. до 2013. отворили су неколико великих наступа и објавили серију EP-јева — Facedown, Sex, Music for Cars и IV — пре него што су објавили свој деби албум, The 1975, на врху УК листа (2013), који је укључивао популарнe сингловe Sex, Chocolate и Robbers.